# Nancy Faeser
Nancy Faeser (Bad Soden, 13 de julio de 1970) es una abogada y política alemana del Partido Socialdemócrata (SPD) que se ha desempeñado como miembro del Parlamento Regional Hesiano desde las elecciones de 2003. En 2019, se convirtió en líder del SPD en Hesse, sucediendo a Thorsten Schäfer-Gümbel. El 6 de diciembre de 2021, se anunció que se convertiría en la primera ministra del Interior de Alemania en el gabinete del canciller Olaf Scholz.

## Biografía
Faeser se unió al SPD en 1988.
Desde 2000 hasta 2007, Faeser trabajó como abogada en la oficina de Clifford Chance en Fráncfort del Meno.
En el parlamento, Faeser ha sido miembro de la Comisión de Asuntos Jurídicos (2003-2009), la Comisión de Elección de Jueces (2003-2013), la Comisión de Asuntos Económicos, Energía y Transporte (2014-2018) y la Comisión de Asuntos Internos (desde 2009). Desde 2009, fue portavoz de asuntos internos de su grupo parlamentario. En 2019, fue elegida presidenta del grupo.
En las negociaciones para formar la llamada "coalición semáforo" del SPD, Alianza 90/Los Verdes y el Partido Democrático Libre (FDP) tras las elecciones federales de 2021, Faeser formó parte de la delegación de su partido en el grupo de trabajo sobre migración e integración, copresidido por Boris Pistorius, Luise Amtsberg y Joachim Stamp. Después de que la coalición se formó con éxito, Faeser se convirtió en ministra del Interior en el nuevo gobierno del canciller Olaf Scholz. Con ello, Faeser se convirtió en la primera mujer en acceder al cargo.

### Mundial de Catar de 2022
El 23 de noviembre de 2022, como ministra responsable del deporte en Alemania, asistió al partido inaugural de la selección de su país en el Mundial de fútbol celebrado en Catar. Allí protagonizó una imagen que dio la vuelta al mundo, cuando lució un brazalete con el símbolo One Love que reivindica la no discriminación hacia el colectivo LGBT y que había sido vetado por la FIFA a los capitanes de varias selecciones, incluida la alemana. Los medios interpretaron el gesto como un desafío a la FIFA y a su presidente, Gianni Infantino, quien se sentó a su lado durante el encuentro. Faeser había decidido acudir al país árabe después de recibir garantías por parte de las autoridades cataríes de que se respetarían los derechos humanos y la seguridad de todos los aficionados alemanes, independientemente de su orientación sexual, ideológica o confesional.